# Frontera entre Etiopía y Sudán del Sur
La frontera entre Etiopía y Sudán del Sur es una línea terrestre que separa a Sudán del Sur de Etiopía. Se extiende por 883 km, desde la triple frontera de ambos países con Sudán, en la villa de Begi, hasta la triple frontera de ambos países con Kenia, en el triángulo de Ilemi. Con la independencia de Sudán del Sur en 2011, esta línea sucedió en parte a la frontera entre Etiopía y Sudán, si bien la demarcación no está concluida. Se han dado conversaciones entre Sudán y Etiopía en el sentido de finalizar el proceso, iniciadas en 2001. Algunas de estas iniciativas fueron condenadas por la oposición etíope.
Desde 2011 es una zona insegura, con escaramuzas esporádicas entre el ejército etíope y las fuerzas separatistas del Frente de Liberación Oromo (OLF). En agosto de 2017 se sucedieron enfrentamientos en la frontera entre las tropas del gobierno de Sudán del Sur y los rebeldes del Movimiento Popular de Liberación de Sudán en Oposición (SPLM-IO) alrededor de la ciudad de Pagak.